# Степний (Третьяковський район)
Степни́й (рос. Степной) — селище у складі Третьяковського району Алтайського краю, Росія. Входить до складу Садової сільської ради.

## Населення
Населення — 260 осіб (2010; 302 у 2002).
Національний склад (станом на 2002 рік):
- росіяни — 78 %